# São Romão (kommun)
São Romão är en kommun i Brasilien.   Den ligger i delstaten Minas Gerais, i den sydöstra delen av landet, 270 km öster om huvudstaden Brasília. Antalet invånare är 10 285.
Följande samhällen finns i São Romão:
- São Romão

Omgivningarna runt São Romão är huvudsakligen savann. Runt São Romão är det mycket glesbefolkat, med 3 invånare per kvadratkilometer.